# توفيق كنعان
توفيق بشارة كنعان (1882-1964) طبيب فلسطيني رائد، باحث طبي وناشط سياسي ورائد في الفلكلور الفلسطيني.
ولد في بيت جالا زمن الدولة العثمانية لعائلة مسيحية ثرية تنتمي للمذهب اللوثري. درس في الجامعة الأميركية في بيروت وتزوج فتاة ألمانية بطريقة تقليدية.

## الدراسة والعمل
درس الابتدائية في بيت جالا والثانوية في القدس في مدرسة (شنلر). وتخرج طبيباً من الجامعة الأمريكية في بيروت عام 1905 وكانت تسمى حينذاك الكلية الإنجيلية السورية. عمل مساعداً في المستشفى الإنجليزي وفي مستشفى شعار صادق بالقدس وطبيباً في بلدية القدس. خلال 1912-1914 درس علم الجراثيم والأمراض الاستراثية، وأمراض الدرن وأصبح رئيساً لدائرة الملاريا التابعة لمكتب الصحة العالمي.
عمل حتى عام 1947 في عيادة خاصة بالقدس بالإضافة إلى عمله طبيباً لمستشفى البرص. انتدب بعد النكبة من قبل الجمعية الطبية العربية كبيراً للاطباء في المستشفيات العربية. عمل مع الاتحاد اللوثري العالمي، وأسس خمس عيادات في بيت جالا والخليل والطيبة والعيزرية والقدس. تسلم إدارة مستشفى اوغستا فكتوريا الألماني بالقدس حتى عام 1955. انتخب ثلاث مرات رئيساً لجمعية الشبان المسيحية بالقدس. أسس الجمعية الطبية العربية في فلسطين وكان رئيساً ومحرر مجلتها. كان أمين سر (جمعية المستشرقين) بالقدس وعضواً في (مدرسة الأبحاث الشرقية).
اعتزل العمل سنة 1955 وأقام في جبل الزيتون بالقدس إلى نهاية حياته.

## مؤلفاته
توفيق بشارة كنعان طبيب له كتابات بالعربية ومؤلفات بالإنجليزية والألمانية والفرنسية. صنّف كتباً منها «الموت أم الحياة» بالإنجليزية وتُرجم إلى العربية؛ وله كتب سياسية تشرح القضية الفلسطينية.

### في السياسة
- كتاب القضية العربية الفلسطينية - The Palestine Arab Cause. 1936. (48-كتيب من 48 صفحة)[5]
- كتاب الصراع في أرض السلام Conflict in the Land of Peace. 1936. (نشر بالعربية والإنجليزية والفرنسية)[5]

### في الطب
- العلاج الحديث - "Modern Treatment". المقتطف. بيروت. 1905.[6]
- التهابات السحايا الدماغية في القدس - "Cerebro-Spinal Meningitis in Jerusalem". الكلية. بيروت. 1911.[7]
- كتاب ملاحظات حول وباء حمى الضنك في القدس - "Beobachtungen bei einer Denguefieberepidemie in Jerusalem ("Observations on an epidemic of dengue fever in Jerusalem")". Archiv für Schiffund Tropenhygiene (بالألمانية). 17: 20–25. 1912.[8]
- كتاب عثرة أريحا "Die Jerichobeule". Archiv für Schiffund Tropenhygiene (بالألمانية). 20: 109–119. 1916.[9]
- الحبة الشرقية: دراسة وبائية في فلسطين Canaan، T (1929). "The Oriental Boil: An Epidemiological Study in Palestine". Transactions of the Royal Society of Tropical Medicine and Hygiene. ج. 23: 89–94. DOI:10.1016/S0035-9203(29)90903-2.[10]
- علم الأوبئة في فلسطين - "Zur Epidemiologie der Orient in Palastina". Dermatologische Wochenschrift (بالألمانية). 29 (91): 1779–1181. 1930.
- داء كالزار في فلسطين - "Kalazar in Palestine". Festschrift Bernhardt Nocht (بالألمانية). 80: 67–71. 1937.
- دراسات طبوغرافية في داء الليشمانيات في فلسطين - "Topographical studies in leishmaniasis in Palestine". Journal of the Palestinian Arab Medical Association. ج. 1: 4–12. 1945.[11]
- الطفيليات المعوية في فلسطين - "Intestinal parasites in Palestine". J. Med. Liban. ج. 4 ع. 3: 163–69.[12]

## قالوا عنه
- العالِم الفلسطيني خالد الناشف المُختص في التاريخ قال عنه: «كان كنعان، بحكم مركزه، على صلة بقطاعات واسعة من المجتمع الفلسطيني، وامتدت خدماته الطبية إلى الناس من مختلف الطبقات. ويتكرر اسم كنعان في السير الذاتية للنخب الفلسطينية».[13]